# Вест-Графтдейк
Вест-Графтдейк (нід. West-Graftdijk) — село в нідерландській провінції Північна Голландія. Входить до муніципалітету Алкмар.
Його площа — 3,01 км², а населення станом на 2021 рік становило 745 осіб.
Перша згадка про населений пункт датується 1578 роком.

## Галерея

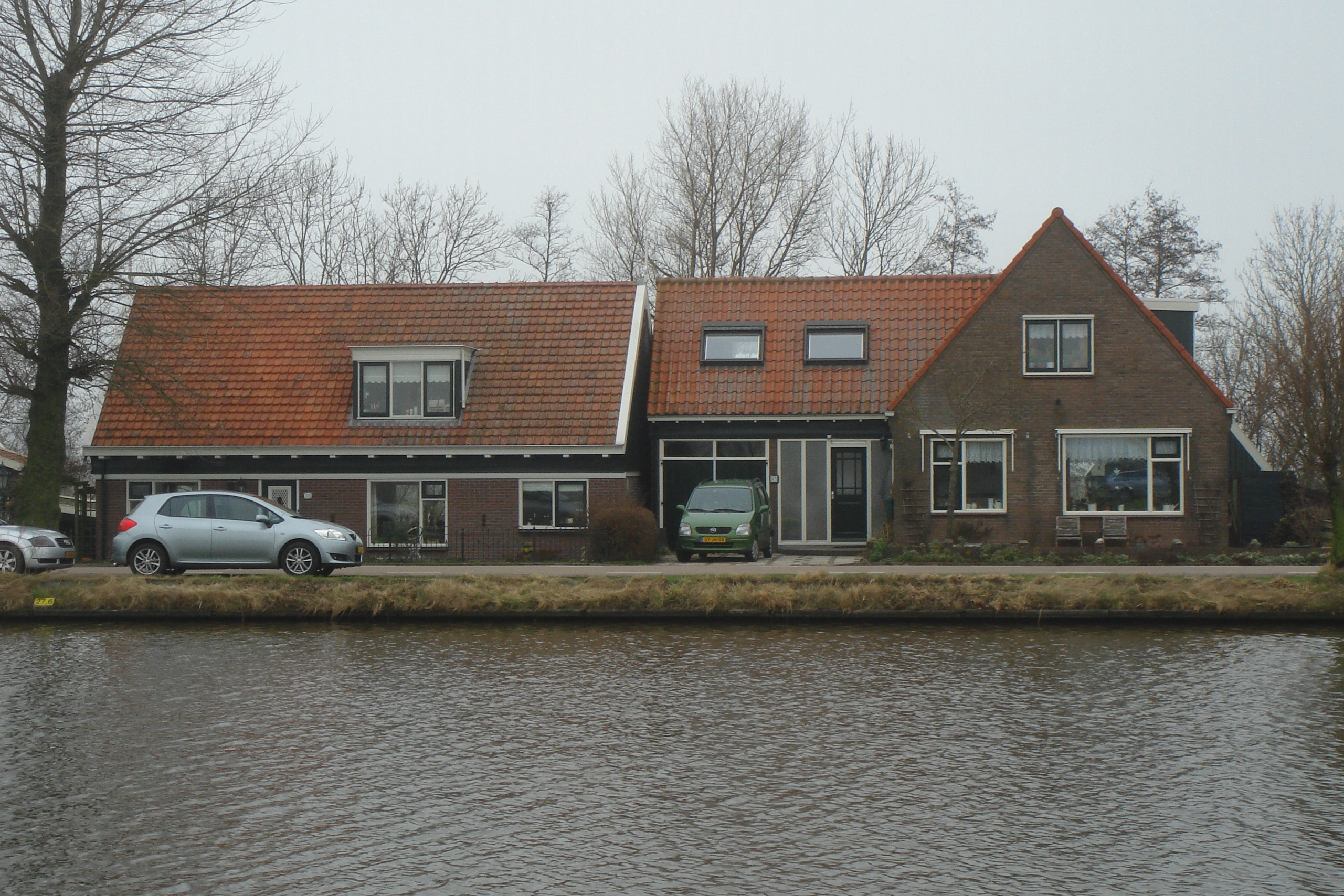
Ферма у Вест-Графтдейку
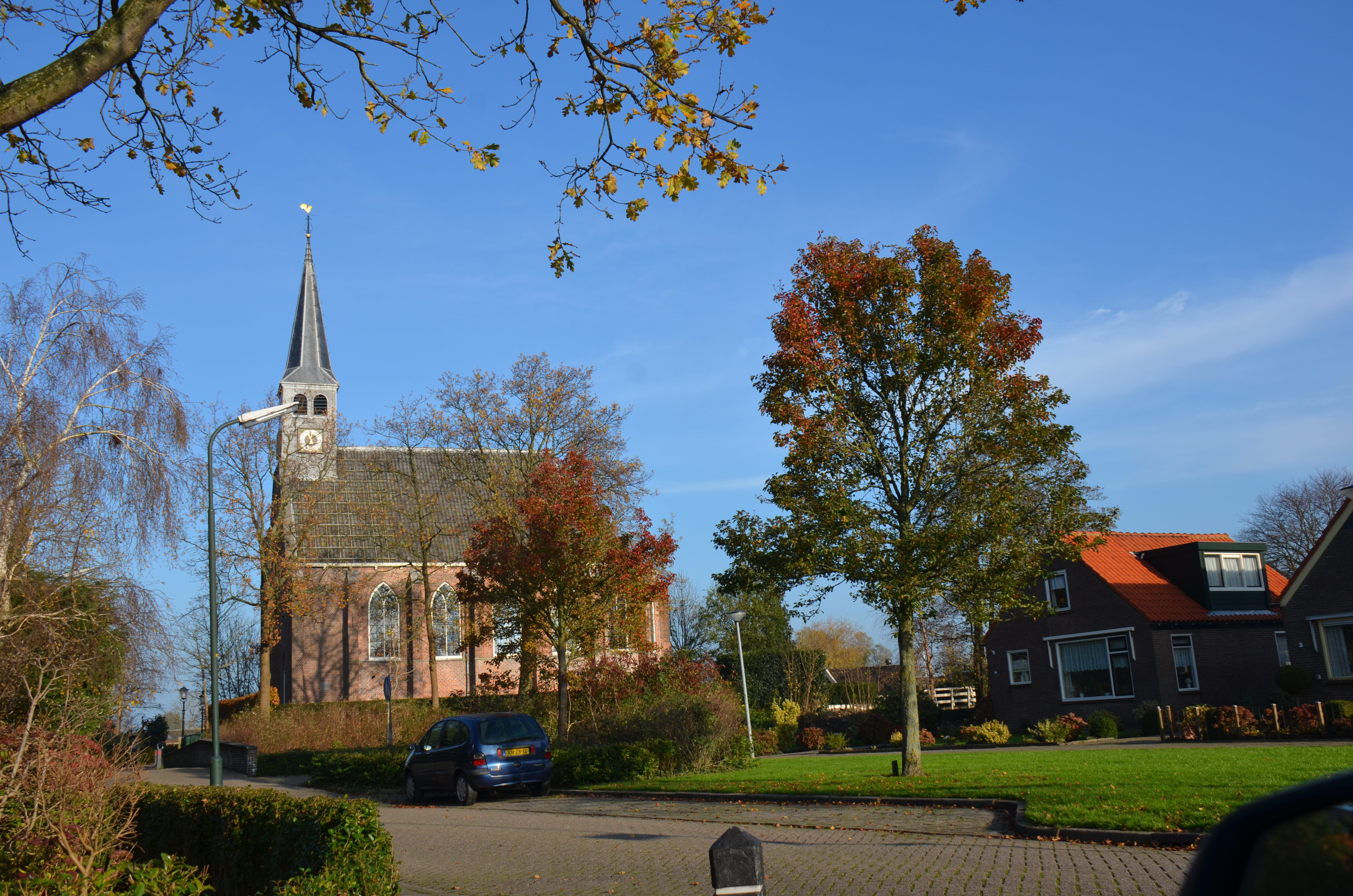
Реформістська церква
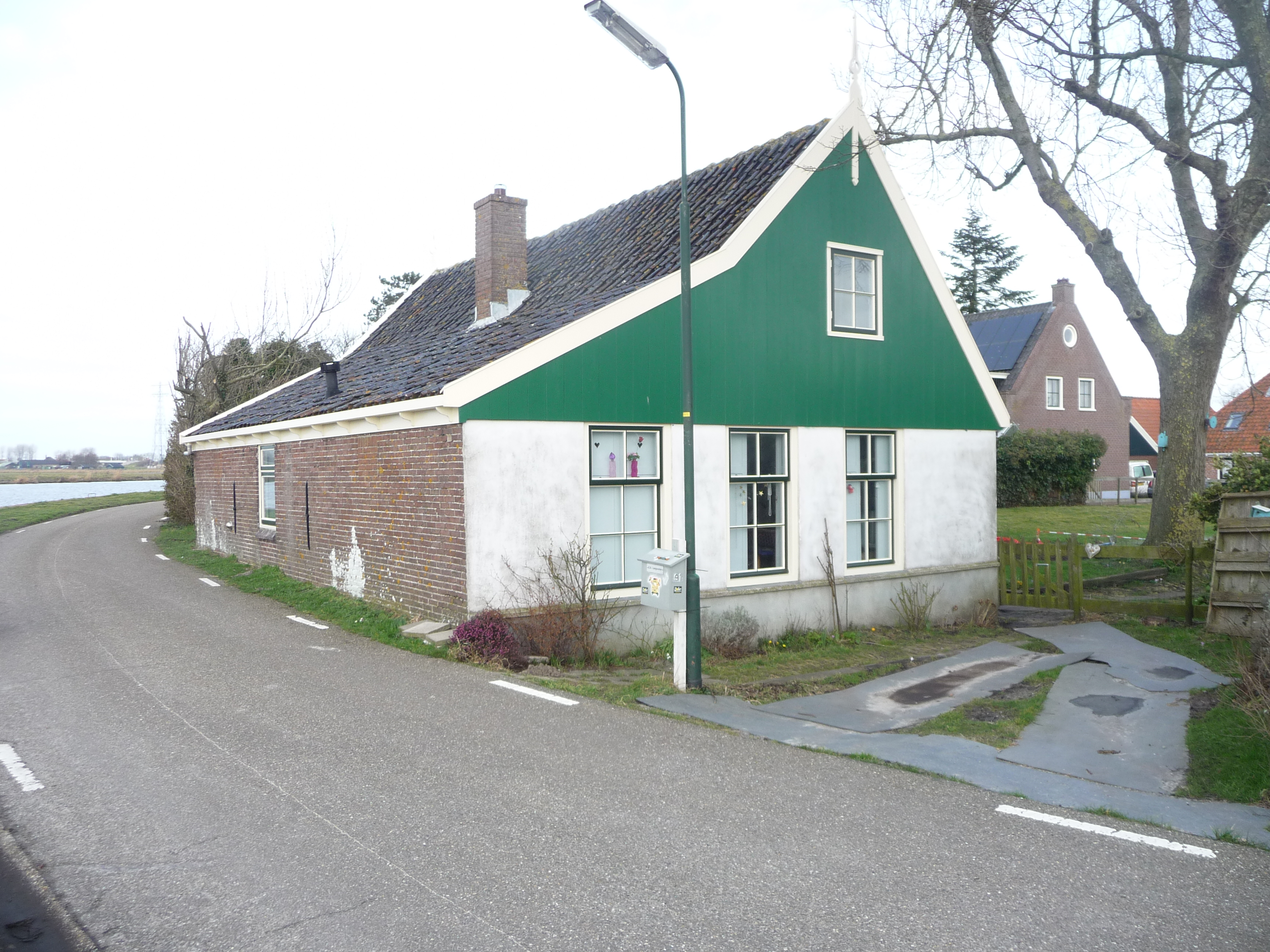
Будинок у Вест-Графтдейку
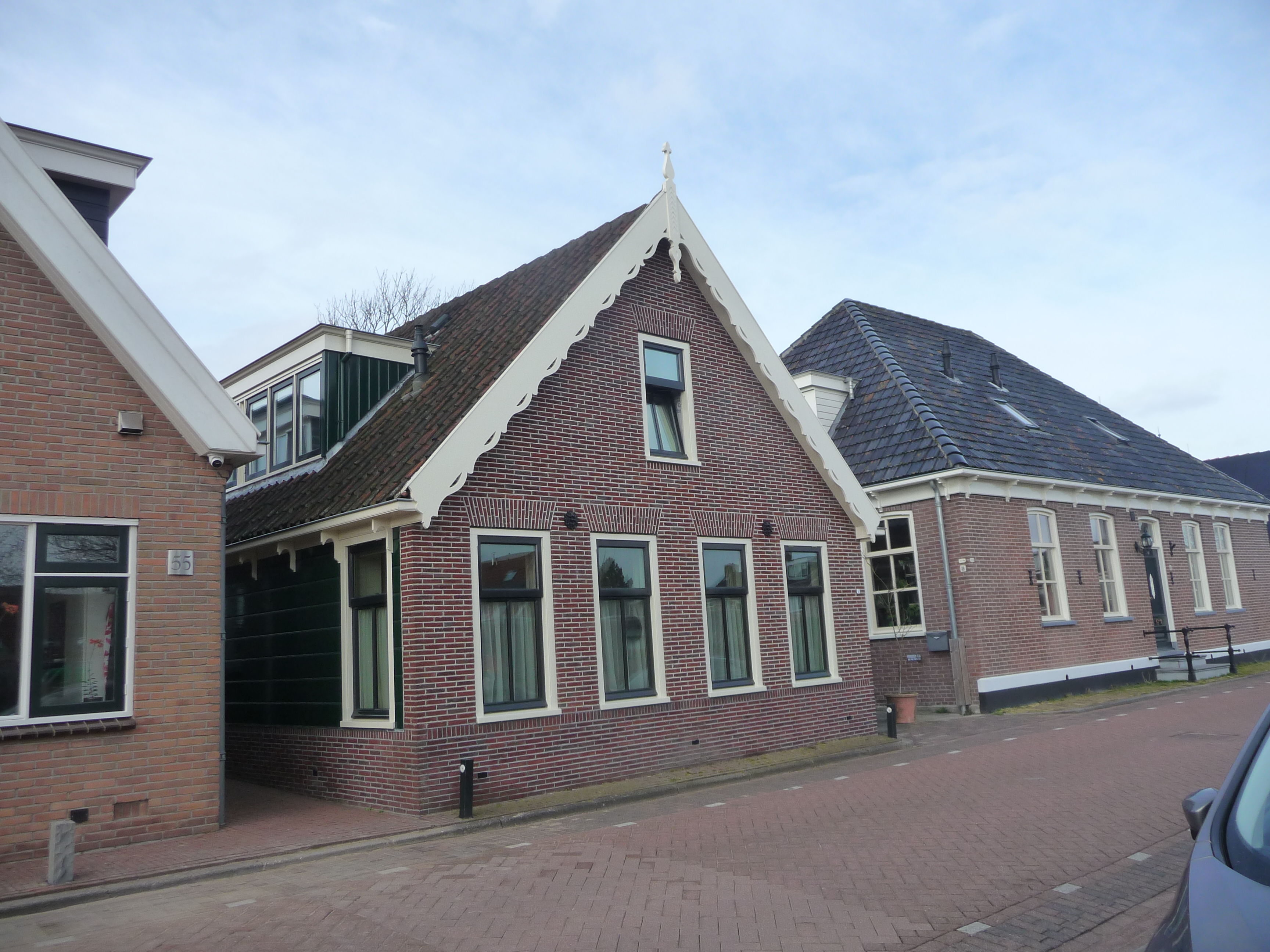
Будинок у Вест-Графтдейку